# Rick Stafford
Richard Wayne Stafford III, detto Rick (Salt Lake City, 19 aprile 1972), è un ex cestista e allenatore di pallacanestro statunitense con cittadinanza tedesca, professionista in Europa.

## Palmarès
- Campionato tedesco: 1

Brose Bamberg: 2004-05